# Шаукат, Али
Али Шаукат (англ. Ali Shaukat; 6 октября 1897 — 25 февраля 1960) — индийский хоккеист на траве, нападающий. Олимпийский чемпион 1928 года.

## Биография
Али Шаукат родился 6 октября 1897 года.
Играл в хоккей на траве за Бенгалию.
В 1928 году вошёл в состав сборной Индии по хоккею на траве на летних Олимпийских играх в Амстердаме и завоевал золотую медаль. Играл на позиции нападающего, провёл 3 матча, забил 1 мяч в ворота сборной Австрии.
Умер 25 февраля 1960 года.